# Талдысай (Алгинский район)
Талдысай (каз. Талдысай, до 199? г. — Новоукраинка) — село в Алгинском районе Актюбинской области Казахстана. Входит в состав Тамдинского сельского округа. Находится примерно в 10 км к югу от центра города Алга и около 5 км к западу от центра сельского округа Тамды. Код КАТО — 153249300.

## Население
В 1999 году население села составляло 316 человек (155 мужчин и 161 женщина). По данным переписи 2009 года, в селе проживало 309 человек (169 мужчин и 140 женщин).